# آندریاس کلر
آندریاس کلر (انگلیسی: Andreas Keller؛ زادهٔ ۱ اکتبر ۱۹۶۵) بازیکن هاکی روی چمن اهل آلمان بود.
وی در مسابقات کشوری و بین‌المللی در مجموع برندهٔ ۱ مدال طلا، ۲ مدال نقره شده‌است.